# おていちゃん
『おていちゃん』は、1978年（昭和53年）度前期放送のNHK「連続テレビ小説」第21作で、1978年4月3日から9月30日まで放送されたテレビドラマ。

## 特徴
一人の女性が、悩み、傷つきながらも、自分の幸せを手に入れるまでを描く。女優・沢村貞子の半生記。
「連続テレビ小説」で実在する女性の生涯、半生をモデルにするのは、前々作『いちばん星』以来である。

## キャスト
大沢てい子（おてい）
演 - 友里千賀子（幼少期：菊地優子）
父・大沢伝太郎（保之助）
演 - 長門裕之
長門は沢村貞子の甥（兄の子）に当たり、本作では自らの祖父に相当する役を演じる形になった。
母・大沢カツ
演 - 日色ともゑ
日色は『旅路』でヒロインを務めており、連続テレビ小説においてヒロイン、ヒロインの母親の両方を演じた最初の女優となった。
姉・大沢千代
演 - 萩尾みどり（幼少期：笠原弘子、少女期：蝦名由紀子）
兄・大沢幸太郎
演 - 坂東八十助（幼少期：淺場亮、少年期：畠山安生）
弟・大沢直次
演 - 中村智太郎（幼少期：杉本航、少年期：藤川大輔）
叔母（保之助の妹）・志津
演 - 水野久美
片桐慎介
演 - 荻島真一
戸川一郎
演 - 小倉一郎
演出家。
大山源太
演 - 尾藤イサオ
篠原桃子
演 - 沢井桃子
ていの友人。
きぬ
演 - 古手川祐子
ふく
演 - 天地総子
北川
演 - 関敬六
安木
演 - 前田昌明
野村千吉
演 - 風間杜夫
そば屋の息子。
野村五郎
演 - 志垣太郎
野村タカ
演 - 佐々木すみ江
そば屋主人
演 - 加藤武
おゆき
演 - 浅利香津代
みち子
演 - 梅田まゆみ
山上英子
演 - 片山真由美
沢村又一郎
演 - 尾上菊蔵
長次
演 - 曾我廼家一二三
しめ香
演 - 三浦布美子
ぎん
演 - 宮内順子
大家
演 - 三笑亭夢楽
さわ
演 - 五月晴子
はる
演 - 武田伊砂美
使いの男
演 - 石黒正男
吉野
演 - 千石規子
日本女学院の先生。
三上
演 - 柴田美保子
近所の人びと
演 - 坂本由英、井上三千男、河西喜義
歌舞伎役者
演 - 尾上梅之助、山崎權一
その他
演 - 寺田農、小松方正、草村礼子、奈良岡朋子、横山道代、二宮弘子、沢村貞子、立枝歩

## スタッフ
- 原作 - 沢村貞子[5]（「私の浅草」「貝のうた」より）
- 脚本 - 寺内小春[5]
- 音楽 - 玉木宏樹[5]
- イメージソング - 「わたしの祭りうた」（歌 - 森山良子）
- 制作 - 平原日出夫[5]
- 美術 - 川上潔[5]
- 技術 - 設楽国雄[5]
- 撮影 - 井上正次[5]
- 効果 - 伊藤希英[5]
- 演出 - 田中昭男[5]
- 語り - 相川浩アナウンサー[5]

## 視聴率
1978年の平均視聴率は43.0%、最高視聴率は50.0%（関東地区、ビデオリサーチ調べ）。

## 映像の現存状況
本番組は第1回、第2回、第4回、第5回、第12回、第20回、第21回、第26回、第30回、第45回の冒頭5分と最終回がNHKに残されている。2021年に一般視聴者によって第78回、第79回、第81回、第82回、第84回、第96回がNHKに提供された。
NHKではマスターテープが失われた過去の放送番組の収集（制作関係者や一般視聴者らへのビデオテープ提供の呼びかけなど）を進めている。
放送ライブラリーでは第1回が公開。